# LOVE TOXiCiTY
『LOVE TOXiCiTY』（ラブ・トキシシティ）は、2013年6月26日、デフスターレコーズから発売されたFLiPの3枚目のアルバムである。

## 内容
全曲にわたってメンバー全員でプロデュース・作曲・編曲を担当した。特に、ジャケットにおいてはメンバーの意向で渡名喜幸子だけになっている。渡名喜は本作について「愛してるならぶっ壊して、大嫌いって言って抱きしめて、いつだって手加減なんか知らない。この世界は「LOVE TOXiCiTY」。そんなアルバム出来ました。」とコメントしている。初回盤のみFLiPのドキュメントを収録したDVD付き。

## 収録曲
全作詞:渡名喜幸子、全作曲・編曲:FLiP
1. Tarantula
2. カミングアウト
3. ニル・アドミラリ
4. Raspberry Rhapsody
5. darkish teddy bear
6. a will
7. 永遠夜～エンヤ～
8. Dear Miss Mirror
9. 二十億光年の漂流
10. Log In “Rabbit Hole”
11. Bat Boy! Bat Girl!